# Società di Sant'Adalberto

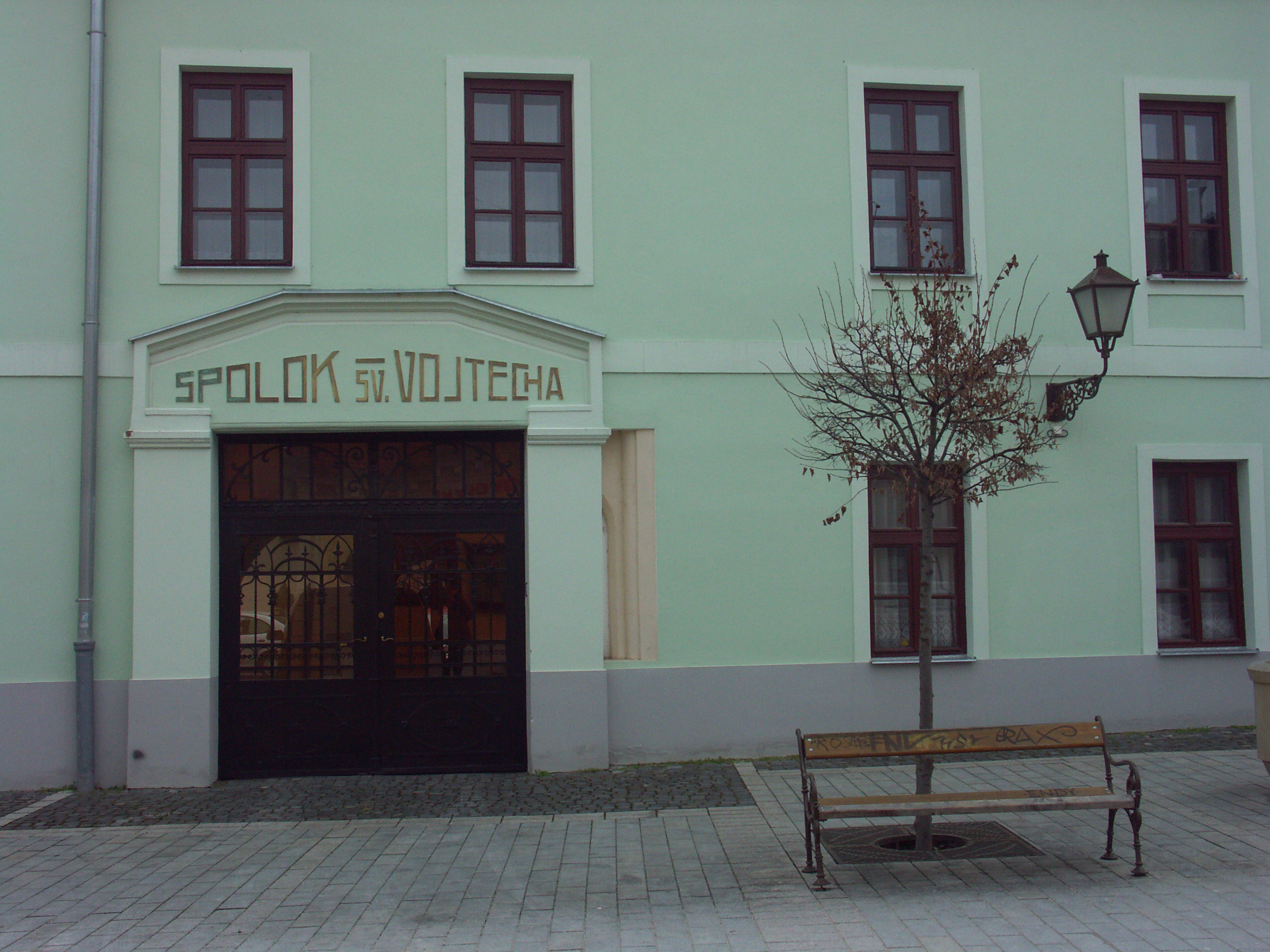
La sede della Società di Sant'Adalberto a Trnava.

La Società di Sant'Adalberto (in slovacco: Spolok svätého Vojtecha) è un circolo culturale cattolico con sede a Trnava. Oggi è noto soprattutto per la sua attività editoriale con pubblicazioni di argomento religioso.
Fu fondata nel 1870 per iniziativa di Andrej Radlinský come società editoriale per la diffusione della letteratura cattolica slovacca. Pubblicò libri di testo, i giornali Katolícke noviny ("Notizie cattoliche"), e Literárne listy ("Lettere letterarie"), almanacchi e altre pubblicazioni religiose. Ebbe migliaia di soci. Fra il 1913 e il 1926 tradusse l'intera Bibbia in slovacco moderno, avvalendosi della collaborazione di František Richard Osvald. Nel 1937 pubblicò lo Jednotný katolícky spevník, una raccolta di canti ancora oggi utilizzata nelle chiese della Slovacchia. Sotto il comunismo (nel 1949 e nel 1953) il circolo fu trasformato in "struttura funzionale della Chiesa cattolica" (účelové zariadenie rímskokatolíckej cirkvi) e posto sotto un severissimo controllo statale. Dall'anno 1990 ha ripreso a funzionare come un circolo culturale.
La Società di Sant'Adalberto pubblica questi periodici:
- Katolícke noviny
- Duchovný pastier
- Liturgia
- Adoramus Te

## Librerie
Oltre all'attività editoriale la Società di Sant'Adalberto gestisce librerie che distribuiscono letteratura cristiana, musica sacra e oggetti religiosi.